# Radar
Een radar (radio detection and ranging) is een installatie die gemaakt is om met behulp van radiogolven de omgeving af te zoeken naar objecten (doelen) in de lucht, op het water of op het land. Deze objecten zijn bijvoorbeeld vliegtuigen, vogelzwermen, raketten, schepen, auto's of (regen)wolken. Ook zijn er zogenoemde ground-penetrating radars (ook wel: bodemradars) die vanaf de oppervlakte of vanuit de lucht, meestal vanuit een vliegtuig, objecten in de grond op enige diepte kunnen lokaliseren. De doelen worden met behulp van een beeldscherm zichtbaar gemaakt.

Pulsradar

Een radar zendt via een antenne radiogolven (elektromagnetische straling) uit en ontvangt de door de objecten gereflecteerde radiostraling (hierna te noemen: echo) via een antenne. Uit de ontvangen echo kan een aantal gegevens van het object bepaald worden ten opzichte van die radar, zoals grootte, richting, afstand, hoogte en snelheid. Er kan gebruik worden gemaakt van twee antennes, één zend- en één ontvangstantenne, maar tegenwoordig gebruikt men veelal één antenne voor zowel het zenden als het ontvangen.
Radars worden afhankelijk van het doel (wat men wil weten van het object) in verschillende vormen gemaakt en gebruikt in vliegtuigen, op luchthavens, op schepen, in havens, bij de politie ter controle van snelheid van auto's, in de krijgsmacht, de ruimtevaart en in de astronomie.
In de principes en techniek van radar worden veel Engelse termen gebruikt. Waar nodig zullen deze in het Nederlands worden toegelicht.

## Naam
RADAR is een acroniem van het Engelse Radio Detection And Ranging. Het woord is echter dermate ingeburgerd geraakt dat het niet meer als acroniem, maar als een gewoon zelfstandig naamwoord gezien wordt. Dit is tevens de reden dat het woord ook in het Engels niet meer in hoofdletters geschreven wordt.

## Geschiedenis

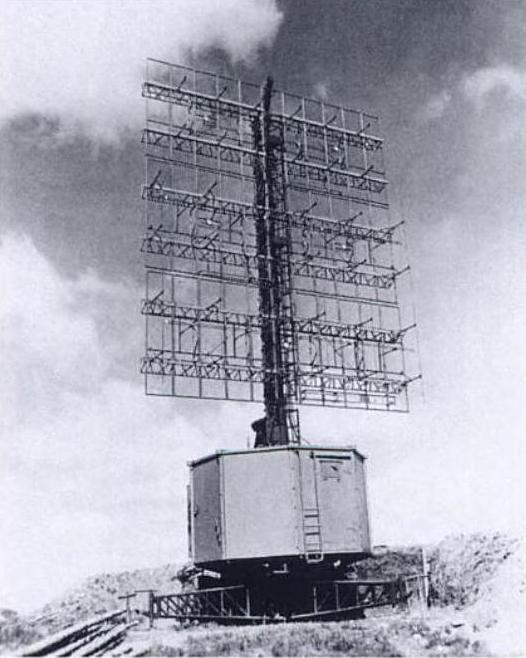
Een Duitse Freya radar

Het bestaan van elektromagnetische golven werd reeds in 1888 gedemonstreerd door de Duitser Heinrich Hertz. Een andere Duitser, Christian Hülsmeyer, werkte als eerste het basisprincipe van radar uit en vroeg er in 1904 patent op aan. Hij noemde zijn uitvinding Telemobiloskop. Aangezien de luchtvaart in die tijd nog in de kinderschoenen stond zag Hülsmeyer voornamelijk de scheepvaart als toepassingsgebied voor zijn vinding, mede omdat schepen zeer grote metalen voorwerpen zijn die radiogolven uitstekend weerkaatsen en dus prima door radar gedetecteerd kunnen worden. Hülsmeyer had het principe bijzonder goed uitgewerkt, inclusief roterende antenne (hoewel hij de zend- en ontvangstantenne gescheiden wilde houden) en zelfs het toepassen van een radome. Hij slaagde er echter niet in om een goed werkende installatie te bouwen, hoewel er grote belangstelling bestond vanuit de scheepvaartwereld. Naarmate succes langer uitbleef raakte de techniek steeds meer vergeten en werd er enige tientallen jaren niets mee gedaan, totdat men in de jaren 30, zowel in Europa als in de Verenigde Staten, rekening begon te houden met de mogelijkheid van vroegtijdige detectie van aanvallen door bommenwerpers.
Vliegtuigen werden gewoonlijk gedetecteerd met akoestische middelen, maar daarmee kon men de afstand tot het vliegtuig niet bepalen. In de jaren 30 van de 20e eeuw werd er veel onderzoek gedaan naar radioverbindingen, waarbij kortegolfverbindingen in de belangstelling stonden. Deze werkten over lange afstand. Militairen hadden belangstelling voor ultrakortegolfverbindingen, waarvan de golven een rechte lijn volgen. Deze waren slechts geschikt voor korte afstanden. Deze en nog kortere golflengten werden gebruikt voor walkietalkies en straalverbindingen. Men ontdekte dat straling van zeer korte golflengte teruggekaatst werd door objecten als vliegtuigen.
Met gebruikmaking van de toentertijd beschikbare elektronische componenten ontwikkelde men in Groot-Brittannië in 1937 een operationeel radarwaarschuwingssysteem, het Chain Home-systeem. Het Chain Home-systeem gebruikte de tegenwoordig onpraktisch lage frequentie van 25 MHz. De meeste geallieerde radars van eind jaren 30 gebruikten frequenties in de orde van 75 tot 200 MHz, tot dat moment de limiet van de toen gebruikte vacuümbuizen. De Duitsers waren in technisch opzicht al veel verder met hun Freya- en Würzburg-systemen dan de Britten, maar het radarprogramma kreeg daar - zeker in het begin van de oorlog - veel minder prioriteit dan in Groot-Brittannië. Chain Home was medebepalend in de slag om Engeland. Door het gebruik ervan was het mogelijk om de weinige Engelse vliegtuigen effectief en op tijd op de juiste plaatsen in te zetten.
De meest significante ontwikkeling in de radartechnologie werd in het geheim gedaan in 1939, toen aan de universiteit van Birmingham in Engeland door Mark Oliphant en zijn groep de microgolf resonantie-magnetron werd geperfectioneerd. Met deze buis had de industrie een component in handen met een zeer hoog vermogen, dat radars in staat stelde op microgolffrequenties te opereren. Deze magnetron werd in 1940 aan het Bell Laboratorium in Amerika aangeboden. Daar slaagde een project onder leiding van Jim Fisk, in samenwerking met MIT, op basis van deze magnetron een radarinstallatie te ontwikkelen.
Ongeveer gelijktijdig ontwikkelden de gebroeders Russell en Sygurd Varian aan de Stanford-universiteit het klystron, te beginnen met het reflexklystron voor toepassing als laagvermogenoscillator van radarontvangers.
Het bestaan van de magnetron en het reflexklystron maakte het mogelijk effectieve radarsystemen te bouwen met vacuümbuizen, hetgeen het verloop van de Tweede Wereldoorlog belangrijk heeft beïnvloed, met name in de strijd tegen de Duitse onderzeeboten in 1943. Voordien was, vooral 's nachts, een snuiverende onderzeeboot nauwelijks of niet met het blote oog waar te nemen. Het was nu mogelijk radars in vliegtuigen in te bouwen, zodat een snuiverende onderzeeboot op relatief grote afstand kon worden opgemerkt, met vaak fatale gevolgen voor de onderzeeboot.
Het had ook een belangrijke invloed op de zeeoorlog. Oppervlakteschepen konden nu niet alleen onder alle omstandigheden zien, maar de introductie van vuurcontroleradar maakte het veel eenvoudiger om het vuur bij te stellen. Dit was van belang in het donker, of zeer slecht weer(zoals een sneeuwstorm). Het maakte het ook eenvoudiger voor vliegdekschepen om hun jagers te coördineren in de verdediging.
Omdat radar op zichzelf geen onderscheid kan maken tussen vriend of vijand, werd de introductie van IFF noodzakelijk.
De ontwikkeling van radarsystemen is na de Tweede Wereldoorlog doorgegaan. Gestimuleerd door de ruimtevaart en de Koude Oorlog werden de hoogfrequent- en halfgeleidertechnieken verder ontwikkeld. Uit het reflexklystron werd via tussenontwerpen onder andere de traveling wave tube (TWT) uitgevonden en uitontwikkeld. Dit is een hoogfrequentversterker die, als hij aangestuurd wordt door een stabiele oscillator, een hoogvermogenzendimpuls aflevert van een zeer nauwkeurige frequentie. Ook werd de voorgeïoniseerde vacuümbuis die als zend/ontvangstschakelaar fungeerde, vervangen door een golfpijpsysteem, de Magic-T. Daar de toepassing van een TWT, en de elektronica eromheen, aanzienlijk duurder is dan een magnetron, worden er ook heden ten dage nog steeds radars gefabriceerd met een magnetron als zendelement. Toepassingen daarvan vindt men onder andere in de scheepvaart en recreatievaart.
Verder werden er halfgeleidercomponenten ontwikkeld die het klystron konden vervangen. De radarontvanger werd van vacuümbuizen ontdaan en in zijn geheel getransistoriseerd waardoor de geproduceerde eigenruis (ruisgetal) door de ontvanger sterk werd gereduceerd en hiermee de ontvangstkwaliteit sterk toenam.
Tegenwoordige radarsystemen zijn zeer sterk gecomputeriseerd en in staat om situatieoverzichten op beeldschermen weer te geven die het niveau van foto's benaderen. Hiertoe worden meer elektronische middelen ingezet dan alleen maar het simpele kijken op een beeldscherm naar de echo van een object, hoewel dit de basis is waarop het gehele principe berust.

### Radarontwikkeling in Nederland
De onderzoekers ir. J.L.W.C. von Weiler en S. Gratama van het Meetgebouw van de Defensie Commissie voor Physische Strijdmiddelen (het latere Physisch Laboratorium TNO), de latere Rijksverdedigingsorganisatie (RVO-TNO), ontwikkelden omstreeks 1930 een radiotelefoniezender-ontvanger voor militair gebruik. Deze gebruikte een golflengte van 1,40 meter. Deze was op grote afstand, door zijn richtingsgevoeligheid, niet detecteerbaar, zodat de vijand niet kon meeluisteren. 
Men ontdekte dat de verbinding tussen twee apparaten gestoord werd door een overvliegende zeemeeuw en later een kraai. Een dag daarna bleek een besteld militair vliegtuig eenzelfde effect te geven. Omdat de detectie van vliegtuigen, mede door hogere vliegsnelheden, problematisch was, gaf deze ontdekking een richting voor de ontwikkeling van een "electrisch luistertoestel".
Philips had in 1935 een magnetronzendbuis ontwikkeld waarmee korte golven konden worden opgewekt. Hiermee bracht men een straalverbinding tot stand tussen Eindhoven en Breda, een afstand van ongeveer 60 km. De gebruikte golflengte bedroeg 15 cm. Ook hier werd het principe van reflectie door een metalen plaat ontdekt. Omstreeks 1937 werd door Philips in opdracht van de Koninklijke Marine een poging ondernomen om een werkende radarinstallatie te bouwen. Deze poging faalde.
Von Weiler en Gratama waren in staat een werkend prototype te bouwen dat in 1938 werd gedemonstreerd. Ze maakten gebruik van een pulserend systeem, waarbij zenden en ontvangen elkaar afwisselden. De dienstplichtige ingenieur Max Staal kreeg in 1939 de opdracht om de productie van tien van deze installaties te organiseren. In de meidagen van 1940 waren vier toestellen gereed. Toen Nederland door de nazi's werd bezet vertrok Max Staal, met onder meer J.L.W.C. Von Weiler en Jules Schagen van Leeuwen, naar Engeland. Daar kende men radar, maar deze maakte gebruik van twee antennes en een gescheiden zender en ontvanger, terwijl de Nederlandse installatie maar één antenne nodig had. Gezien de omvang van de antennes was dit een hele verbetering.
Niet alleen de geleerden maar ook twee van de radarinstallaties konden naar Engeland worden gebracht. Hiervan is uiteindelijk één werkende installatie gemaakt, die door Von Weiler en Staal aan boord van de torpedobootjager Hr.Ms. Isaac Sweers werd geïnstalleerd. Dit schip was een van de weinige niet-Britse schepen met artillerieradar aan boord.

## Principe

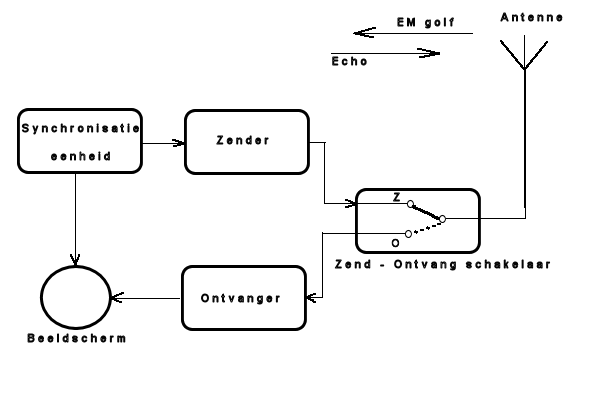
Principeschema van radar

De synchronisatie-eenheid of impulsherhalingsfrequentie-eenheid (IHF-eenheid), heeft tot doel de cyclus van zenden en ontvangen synchroon te laten verlopen. Aan het begin van de cyclus zal de IHF-eenheid een impuls naar de zender en het beeldscherm sturen. Eén naar de zender om deze korte tijd te laten zenden, de ander om de tijdlijn of tijdbasis van het beeldscherm te starten. Deze tijdbasis is gekalibreerd in meters, kilometers of mijlen en representatief voor de afstand van de straks te ontvangen echo. De plaats van het echopulsje op de tijdlijn is een maat voor de afstand tussen zender en doel.
Op het moment dat de zender in werking is detecteert de zend/ontvangschakelaar (Z/O) dit en schakelt bijna tijdloos over naar de stand zenden. De hoogfrequente (HF) energie wordt via een HF-transmissielijn (golfpijp of in het Engels: waveguide) naar de richtantenne gestuurd, die deze HF-energie omzet in een elektromagnetische golf en deze in een bepaalde richting stuurt (radarbundel). Na het zenden schakelt de Z/O-schakelaar zichzelf terug naar de stand ontvangen. Het is essentieel dat de ontvanger tijdens de zendpuls is losgeschakeld van de antenne, aangezien hij door het grote vermogen van de zender onmiddellijk vernield zou worden indien hij de zendpuls rechtstreeks te verwerken zou krijgen.
Objecten in de baan van de radarbundel zullen de EM-golf in alle richtingen weerkaatsen, dus ook terug naar de antenne. Om niet slechts in één richting te kunnen zoeken, gebruikt men vaak een draaibare antenne die met een constante snelheid ronddraait. Hierdoor kan de omgeving van de radarinstallatie 360 graden afgezocht (gescand) worden op objecten.
Doordat een elektromagnetische golf zich met een constante snelheid - de lichtsnelheid - in de open lucht voortplant, is uit het tijdsverschil tussen uitzending en ontvangen van de echo de afstand tot het object te bepalen. De tijdlijn voert, door de gekalibreerde snelheid waarmee hij op het scherm getoond wordt, als het ware deze berekening uit. Als de echo van het object de ontvanger bereikt wordt deze als een impuls aan het beeldscherm doorgegeven. Op dat moment heeft de tijdbasis een bepaalde afstand op het scherm afgelegd en toont nu deze impuls. De tijdbasis geeft nu de afstand van de echo aan ten opzichte van de radarpositie. De stand van de antenne geeft dan aan in welke richting het gedetecteerde object zich bevindt. Het feit dat de antenne een klein stukje is gedraaid in de tijd tussen het zenden van de puls en het ontvangen van de echo doet niet ter zake. Deze draaiing is namelijk zo gering dat de positiefout ten gevolge van deze draaiing in het algemeen verwaarloosbaar klein is.
Het principe is simpel, maar in de praktijk zijn er nogal wat moeilijkheden te overwinnen. Een van de belangrijkste is dat de echo maar een zeer klein gedeelte van het door de antenne uitgezonden vermogen heeft. De oorzaak hiervan is dat de via de antenne uitgezonden energie, en ook de gereflecteerde energie in de echo, afneemt met de vierde macht van de afstand. Daardoor is het van belang om een zender te hebben met een zo hoog mogelijk zendvermogen, een zeer stabiele frequentie en een uiterst gevoelige ontvanger met een zeer hoge versterking, die weinig eigen ruis produceert.
Verder zijn er atmosferische omstandigheden die de uitgezonden EM-golf nadelig beïnvloeden: in de lucht reflecteren regenbuien en wolken een deel van de energie, waardoor vliegtuigen of schepen in die buien of wolken niet op de radar zichtbaar worden. Ook mist kan een deel van de energie reflecteren of absorberen, waardoor het bereik van radar minder wordt. Luchtlagen die van temperatuur verschillen zullen de EM-golf reflecteren of absorberen. Wanneer radar wordt gebruikt om niet in de lucht maar op het land of op water objecten op te sporen, worden de problemen nog veel groter: ieder voorwerp in de radarbundel: huizen, bomen en - op zee - golven, reflecteert een deel van de energie. Het is dan de kunst om alle niet-gewenste echo's (clutter) uit te filteren en alleen die informatie op het scherm te tonen waarin de gebruiker geïnteresseerd is.

## De radarvergelijking
De maximale afstand die met een radar te bereiken valt, is afhankelijk van een aantal karakteristieken van zowel de zender als de ontvanger. De afhankelijkheid van deze factoren wordt uitgedrukt in de zogenoemde radarvergelijking. Voor een radar waarbij één en dezelfde antenne wordt gebruikt voor zowel zenden als ontvangen, luidt deze vergelijking:
{\displaystyle R={\sqrt[{4}]{{P\cdot G^{2}\cdot \lambda ^{2}\cdot \sigma } \over {(4\pi )^{3}\cdot S/N\cdot NF\cdot kTB\cdot L}}}}
Hierin is:
- R = het maximale bereik van de radar (in meter)
- P = uitgezonden vermogen (in watt)
- G = antenneversterkingsfactor (dimensieloos)
- λ = de gebruikte golflengte (in meter)
- σ = echo-oppervlakte of radardoorsnede van het doel (in vierkante meter)
- S/N = gewenste signaal-ruisverhouding in de ontvanger (dimensieloos)
- NF = ruisgetal in de ontvanger (NF = Noise Figure) (dimensieloos)
- kTB = thermische ruis in de ontvanger, waarin:
  - k = de constante van Boltzmann (1,38064852 10−23 joule/kelvin)
  - T = de temperatuur van de ontvanger (in kelvin)
  - B = de ruisbandbreedte van de ontvanger (in hertz)
- L = factor voor transmissieverliezen in de ontvanger en onderweg tussen antenne en doel (bijvoorbeeld verliezen in de golfpijpen tussen zender/ontvanger en antenne, en verstrooiing door de atmosfeer) (dimensieloos)

Aan deze vergelijking is duidelijk te zien dat het benodigde vermogen moet toenemen met de vierde macht van de afstand (want de afstand is evenredig met de vierdemachtswortel van het uitgezonden vermogen). Met andere woorden: als men een radar twee keer zo ver wilt laten kijken, heeft men zestien keer zoveel zendvermogen nodig. Als men een radar drie keer zo ver wilt laten kijken, heeft men 81 keer zoveel zendvermogen nodig. Verder valt op dat de grootte of oppervlakte σ van het object bepalend is voor de grootte van de gereflecteerde energie. Deze effectieve oppervlakte van het object wordt de radardoorsnede of in het Engels radar cross section (RCS) genoemd.

## Pulsherhalingsfrequentie
Zoals hierboven beschreven, zijn het uitgezonden vermogen en de gevoeligheid van de ontvanger belangrijke parameters voor het bepalen van de maximale afstand die een radar kan bestrijken. Een derde belangrijke parameter die de maximale afstand bepaalt is de pulsherhalingsfrequentie (Pulse Repetion Frequency of PRF). De PRF is omgekeerd evenredig met de tijd tussen twee uitgezonden radarpulsen. Een voorbeeld: wanneer de herhalingsfrequentie van een radar 1000 Hz is, is de tijd tussen twee opeenvolgende radarpulsen 1 milliseconde. In deze ene milliseconde kan de radarpuls - die zich met de lichtsnelheid voortplant - een afstand afleggen van 1 ms x 300.000 km/s = 300 km. Aangezien de puls de detectie-afstand tweemaal moet afleggen (eenmaal van de antenne naar het doel, en eenmaal terug van het doel naar de antenne), is het maximale bereik in dit geval 150 km.
Wanneer atmosferische condities het mogelijk maken om verder te kijken dan de afstand die door de herhalingsfrequentie bepaald wordt, kan de ontvanger te maken krijgen met echo's van een radarpuls die pas ontvangen worden nadat de volgende radarpuls al is uitgestuurd (second trace). Hierdoor lijkt een doel dat in werkelijkheid ver weg is (verder weg dan de gewenste waarnemingshorizon van de radar), zeer dichtbij. Dit kan worden voorkomen door de herhalingsfrequentie niet helemaal constant te maken, maar van puls tot puls een klein beetje te variëren. Hierdoor zullen doelen die binnen de waarnemingshorizon vallen gedurende elke zend- en ontvangstcyclus een constante echotijd hebben ten opzichte van de zendpuls, terwijl de echo's van doelen die buiten de waarnemingshorizon vallen op een enigszins variërende afstand te zien zijn (ten opzichte van de laatst uitgezonden radarpuls). Hierdoor kunnen deze laatste doelen vrij gemakkelijk uitgefilterd worden. Dit proces staat met een Engelse naam bekend als staggering.
Door toepassing van computers in tegenwoordige radars is het ook mogelijk om een (pseudo)willekeurige snelwisselende PRF te gebruiken. Door correlatietechnieken is het mogelijk om te bepalen welke ontvangstpuls hoort bij welke zendpuls zodat de afstand alsnog eenduidig kan worden bepaald. Dit heeft onder andere als voordeel dat stoorpulsen (bijvoorbeeld jamming) minder nadelig effect hebben.

## Uitgezonden puls
De door de radar uitgezonden puls bestaat uit een aantal sinussen met de (basis)frequentie van de betreffende radar. Theoretisch zijn de amplitude en frequentie van deze sinussen gedurende die puls constant. In de praktijk variëren deze echter enigszins, als gevolg van bijvoorbeeld parasitaire-, inschakel- en inslingereffecten. In moderne radars, met onder andere betere signaalverwerkingsmogelijkheden, worden de amplitude (pulsvorm) en de frequentie van de sinussen veranderd (pulse compression) om bijvoorbeeld beter de afstand te kunnen vaststellen en de signaal-ruisverhouding (signal to noise) te verbeteren.

## Continuous Wave (CW)
Hierbij zendt de zender een constant signaal uit en ontvangt de ontvanger ook doorlopend. Als gevolg van de Doppler verschuiving kan de radar de snelheid van het doel bepalen en door het uitgezonden signaal te moduleren kan de afstand bepaald worden.

## Radarschermen

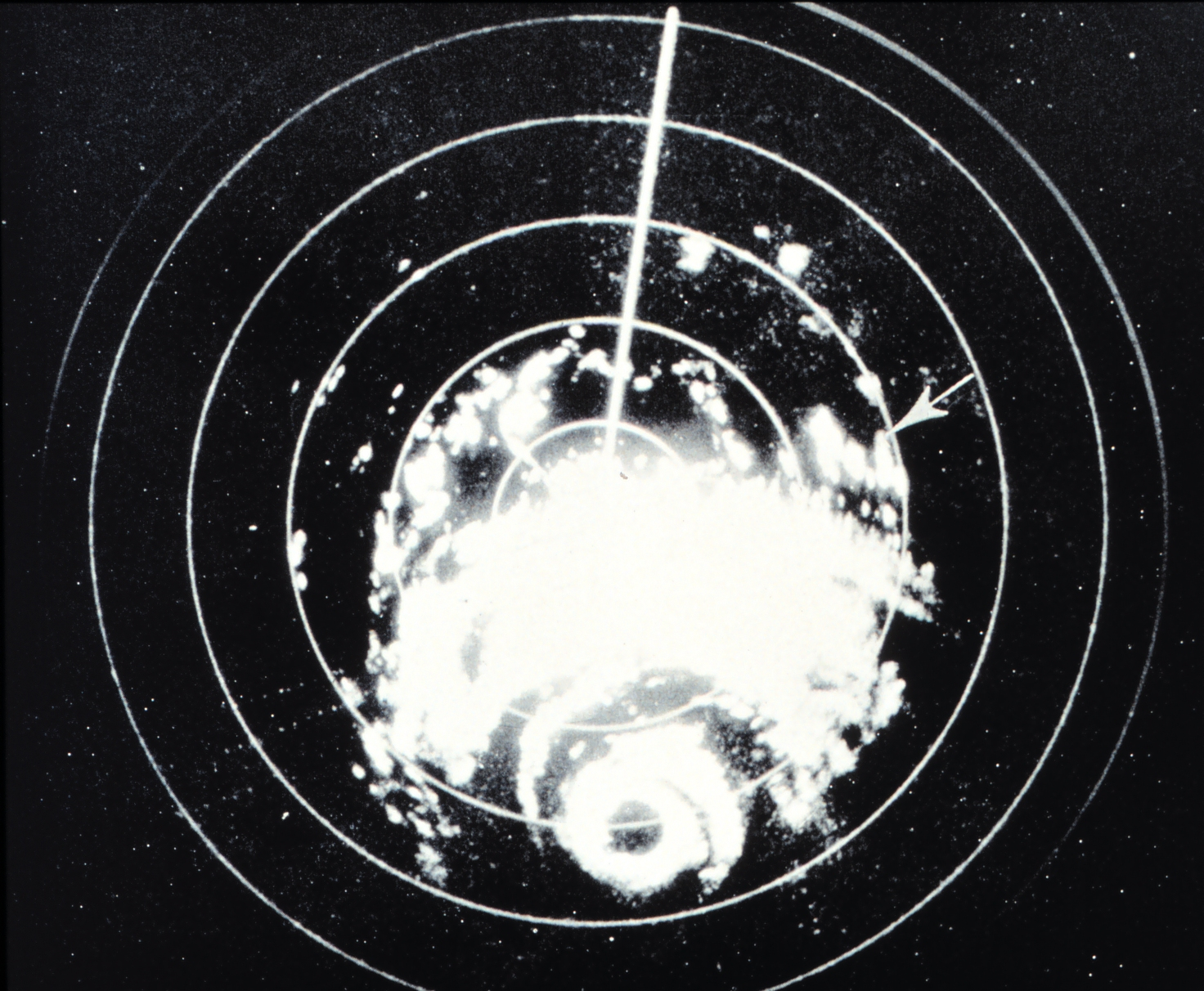
Radarscherm van een weerradar (radar om wolken en neerslag mee te lokaliseren).

In het begin van de radargeschiedenis gebruikte men eenvoudigweg een oscilloscoop om het ontvangen (en versterkte) signaal af te beelden. Het grote nadeel hiervan was dat weliswaar de afstand van gedetecteerde voorwerpen af te lezen was, maar niet de richting. Dit nadeel werd al snel ondervangen door de oscilloscoop zodanig te modificeren dat de elektronenstraal niet meer van links naar rechts "schreef", maar vanaf het centrum van het scherm naar buiten. De richting van schrijven werd 1:1 gekoppeld aan de momentane richting van de antenne. Bovendien werden radarecho's niet meer afgebeeld door de elektronenbundel in richting te moduleren, maar in intensiteit. Hoe sterker de echo, hoe intenser de elektronenstraal, dus hoe helderder de vlek (soms blip genoemd) op het scherm. Door op het scherm een fosforverbinding te gebruiken met een lange nagloeitijd (afterglow), bleef het doel nog enige tijd zichtbaar nadat de elektronenstraal eroverheen gegaan was. Deze vorm van het radarscherm heeft decennialang voldaan en wordt ook nu nog voor bepaalde toepassingen (onder andere weerradars) gebruikt. Het is tevens de vorm die voor de meeste mensen een synoniem is voor een radarscherm. Dit type radarscherm wordt ook aangeduid als Plan Position Indicator of PPI-scherm.

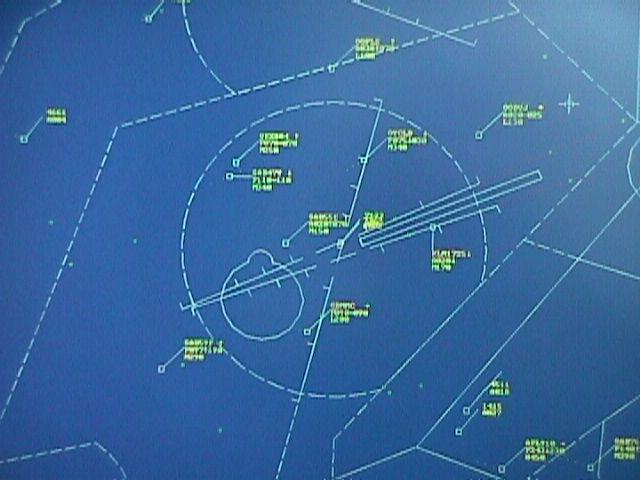
Radarbeeld naderingsverkeersleiding Brussels Airport

Met de opkomst van computers in de jaren 70 veranderden ook de radarschermen. Het werd nu mogelijk om naast de kale echo's (de zogenaamde "ruwe video"), ook synthetische informatie (toegevoegde, gegenereerde informatie) zoals identificatielabels met snelheid van de objecten of een plattegrond van het luchtruim of de luchtwegen af te beelden. Dit gebeurde door middel van random scan displays. Hierbij wordt de elektronenstraal niet rechtstreeks bestuurd door het signaal uit de radarontvanger, maar door een computer. Daardoor is het mogelijk om de elektronenstraal op commando naar elk willekeurig punt op het scherm te bewegen en daar een door de computer gestuurde beweging te laten maken, wat resulteert in een lijn met een bepaalde vorm op het scherm. Zo kan men contouren van objecten, land of water, maar ook tekst op het scherm afbeelden. Schermen waarin zowel de ruwe video op de circulaire manier, als synthetische informatie worden afgebeeld, noemt men ook wel mixed scan displays.
In sommige gevallen werden (of worden) in de random scan displays verschillende lagen fosfor over elkaar heen gebruikt, die elk in een andere kleur oplichten. Door variatie van de intensiteit van de elektronenbundel kan een andere fosforlaag op het scherm aangestraald worden, wat resulteert in een andere kleur op het scherm. De meest gebruikte kleuren in dit soort schermen zijn groen, geel en oranje.

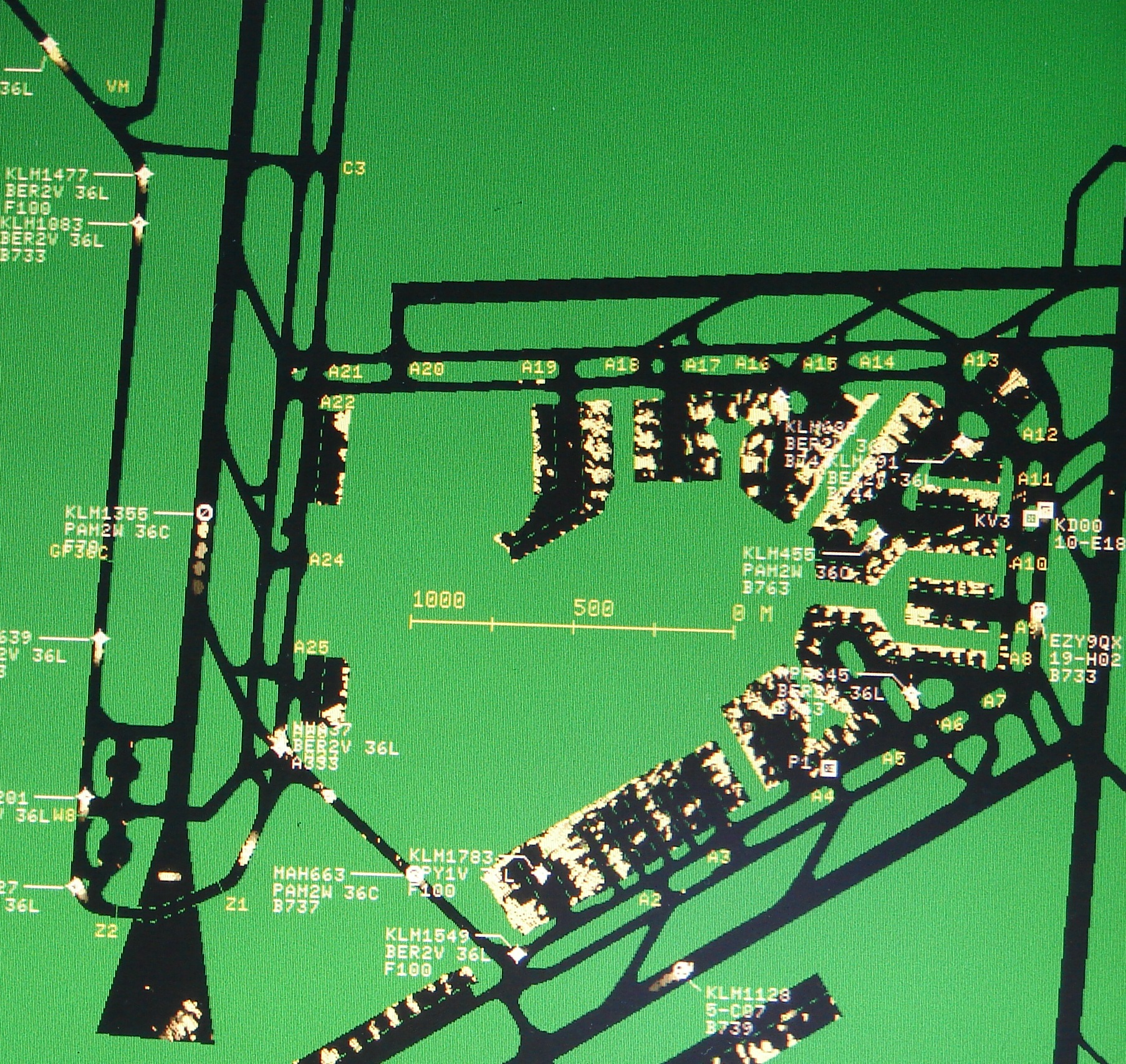
Tft-scherm met grondradarinformatie in de toren van Schiphol Airport

Tegenwoordig worden in veel radarsystemen raster scan displays gebruikt. Dit zijn in feite computerbeeldschermen, hoewel meestal wel met grotere afmetingen en hogere resolutie dan bij gewone computers. Er is dus geen sprake meer van een rechtstreekse aansturing van de elektronenstraal door de radarontvanger, maar alle informatie wordt door de computer gegenereerd. Het voordeel van raster scan displays is dat ze meestal niet zo groot en log zijn als random scan of mixed scan displays, maar vooral ook dat ze goedkoper zijn. Bovendien kunnen er door de maskertechniek van deze beeldbuizen veel meer verschillende kleuren gebruikt worden dan het traditionele groen-geel-oranje van random scan displays.
De laatste ontwikkeling op dit gebied is, gelijk oplopend met dezelfde ontwikkeling in de computerwereld, het vervangen van de CRT-schermen door tft-schermen. Deze zijn platter, gebruiken minder energie en hebben een stabieler beeld omdat er geen sprake meer is van scan-techniek: alle beeldpunten worden tegelijkertijd aangestuurd.

## Soorten radars

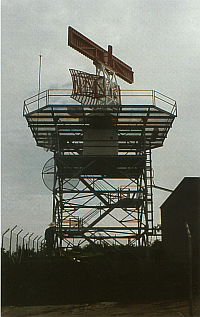
Een secundaire radarantenne gemonteerd boven op een primaire

### Primair en secundair
De meest toegepaste radar is de (doel)zoekradar die het luchtruim afzoekt, ook wel rondzoekradar genoemd. Zoekradars zijn in de meeste gevallen mechanisch draaiende antennes. In de krijgsmacht kunnen dat ook stilstaande antennes (APAR) zijn. Hierbij wordt gebruikgemaakt van een golfpijpsysteem waarbij met faseveranderingen per element een tot 45° brede zoekbundel kan worden verkregen, zowel in het verticale als het horizontale vlak, zodat 180° rondom tot elke hoogte afgezocht kan worden.
Zoekradars kunnen ruwweg worden opgedeeld in primaire radars en secundaire radars.

#### Primaire radars
Dit zijn radars waarbij de ontvanger een reflectie ontvangt van het object, de echo, een gedeelte dus van het uitgezonden signaal.

#### Secundaire radars
Dit zijn radars waarbij het ontvangen signaal geen gedeelte is van het uitgezonden signaal, maar een door dat object uitgezonden signaal is. Het object is in die gevallen bijvoorbeeld een vliegtuig, een schip of een boei. Op het moment dat het object aangestraald wordt door een secundaire radar, zendt het via een rondom-antenne (360°) een "antwoord" (reply of in vliegtermen: squawk) uit. In dat antwoord zit bijna altijd informatie, een afgesproken code, over dat object. Het apparaat dat een antwoord geeft op die aanstraling noemt men een transponder. De radar ondervraagt op 1030 MHz en de transponder geeft antwoord op 1090 MHz.
Secundaire radar wordt in de luchtverkeersleiding gebruikt in de vorm van zogenoemde secondary surveillance radar (secundaire bewakingsradar), meestal afgekort als SSR, en is een verdere ontwikkeling van het militaire Identification friend or foe of IFF-systeem. Secundaire radarsystemen worden vaak gecombineerd met primaire radarsystemen. Vliegtuigen die een transponder aan boord hebben worden dan door beide radarsystemen gezien en de luchtverkeersleider krijgt automatisch de door de transponder gestuurde informatie bij de track (echo) op zijn scherm. Vliegtuigen die geen transponder aan boord hebben - veelal alleen kleine (sport)vliegtuigjes, transponders zijn in de commerciële luchtvaart verplicht - worden alleen door de primaire radar gezien, de verkeersleider moet dan via de radio informatie opvragen bij de piloot en deze vervolgens handmatig in het systeem invoeren. De combinatie van primaire en secundaire radars gaat vaak zo ver, dat de secundaire antenne boven op de primaire antenne wordt gemonteerd. Dit heeft als voordeel dat de beide antennes altijd dezelfde kant op wijzen, hetgeen de koppeling van de gegevens uit de beide systemen (correlatie) vergemakkelijkt. Bovendien hoeft er op deze manier slechts één radarmast of -platform en één aandrijfmechanisme gebouwd te worden, wat natuurlijk goedkoper is. Secundaire radars als zelfstandig systeem - dus niet gecombineerd met een primair systeem - komen slechts sporadisch voor. Zelfs als de antenne zelfstandig opgesteld is - dus niet boven op een primaire antenne gemonteerd - worden de gedetecteerde doelen vaak gecombineerd met de gedetecteerde doelen door een primaire radar. Dit om te voorkomen dat doelen die geen of een niet-werkende transponder hebben (met opzet of door een defect) volkomen gemist worden.
De krijgsmachten binnen de NAVO beschikken over een eigen secundair radarsysteem, Identificatie Vriend of Vijand (IVV); meestal wordt hiervoor de Engelse term Identification Friend or Foe (IFF) gebezigd. Het militaire systeem is de voorloper van het systeem in de burgerluchtvaart en heeft nog een aantal overeenkomsten. De luchtverkeersleider op een marineschip of op het Air Operations Control Station Nieuw Milligen kan ook de informatie zien die zijn collega op Schiphol van dat burgervliegtuig ziet.
Een transponder in een boei in zee geeft een eenvoudige code als antwoord die genoteerd staat op zeekaarten. Bij slecht weer kan met zo weten met welke boei men te maken heeft. Een burgervliegtuig kan in het antwoord veel informatie kwijt: hoogte, richting en bijvoorbeeld - niet onbelangrijk - of het toestel gekaapt is. Een IFF-transponder in de krijgsmacht geeft tegenwoordig een antwoord dat zwaar gecodeerd is en per 24 uur verschilt. Als het ontvangen en gedecodeerde signaal van de IFF-transponder correct is, weet men dat men niet te doen heeft met een mogelijke vijand.
Het verkrijgen van een echo is bij een secundair radarsysteem niet van belang. Het doel is om een actief antwoord te krijgen van de transponder. Het uitgezonden signaal van de radar bestaat niet uit één enkele puls, maar uit een drietal pulsen, de "mode". De afstand (in tijd) tussen de eerste en de derde puls is een code die aangeeft om welk soort informatie de radar vraagt. De radar ondervraagt in een bepaalde mode en de transponder geeft de gevraagde informatie als antwoord.
IFF-modes:
- 1: militair gebruik.
- 2: militair gebruik
- 3/A: internationaal gebruik burgerluchtvaart
- C: als 3/A. Verstrekt hoogte-informatie.
- 4: Gecodeerd militair gebruik

De IFF-code in mode 1, 2, 3/a en C is een antwoord van 21 μs lang waarin een 24 bits code is verwerkt.

### Onderverdeling primaire radars
Primaire radars kunnen verder onderverdeeld worden volgens diverse criteria, bijvoorbeeld de gebruikte techniek(en) of de toepassing van antennes.

### Locatie zender ten opzichte van ontvanger

#### Monostatic
In geval de zender en ontvanger dicht, meestal in één apparaat, zijn ondergebracht en vaak met één antenne werkt dan spreekt men over een monostatic radarsysteem.

#### Bistatic
Indien de zender op grote afstand van de ontvanger is opgesteld spreekt men over een bistatic of multistatic radarsysteem. De afstand kan afhankelijk van de reikwijdte van het systeem op halve afstand staan.

#### Passieve radar
In geval geen gebruik wordt gemaakt van een specifieke met de ontvanger samenwerkende zender maar van zenders zoals (commerciële) radio- of tv-stations, dan spreekt men over een passief radarsysteem.

### Overige onderverdelingen

#### Onderverdeling naar zendtechniek
- Pulsradar
- Dopplerradar
- Frequency Modulated Puls-radar of “Chirped”-radar
- Continuous Wave-radar.
- Frequency Modulated Continuous Wave-radar

#### Onderverdeling naar antennetechniek
- Spiegel-antenne
- Slotted wave aerial
- Synthetischeapertuurradar
- Phased array radar
- Active Phased Array Radar (APAR, link naar specifiek product, niet naar technische omschrijving)

#### Onderverdeling naar toepassing
- Doelzoekradars:
  - militaire radars zoeken vijandige vliegtuigen in het luchtruim
  - luchtverkeersbegeleiding in de hogere luchtlagen (en route)
  - naderings-/hoogteradars ten behoeve van vliegvelden
- Surface movement radars:
  - Op vliegvelden (bewegingen van vliegtuigen en andere voertuigen op de grond)
  - Scheepvaartbegeleidingssystemen
  - Op drukke vaarwegen en in sluizen.
- Doelvolgradars (vuurleidingsradars):
Deze toepassing is voornamelijk militair; hierbij draait de antenne niet rond, maar wordt door een computer zodanig bestuurd dat hij een eenmaal gedetecteerd doel continu blijft volgen (en aanstralen). De gegevens over het doel: hoogte, (radiale) afstand en peiling worden door computersystemen van luchtdoelraketten of luchtafweergeschut gebruikt om op te richten. Voorbeelden hiervan zijn de HSA L4/5 radar en de Flycatcher. Een ander soort doelvolgradar straalt tijdens het volgen van het doel een CW-signaal naar het doel dat door deze weer wordt gereflecteerd. Gelanceerde raketten kunnen dan inzoomen (homen) op het gereflecteerde signaal en zichzelf naar het doel sturen (fire and forget). Ook bestaan er systemen waarbij een gelanceerde raket zelf een radar aan boord heeft waarmee hij zijn doel volgt. Vaak wordt ook AMRAAM in deze categorie ingedeeld. Dit is echter niet helemaal correct aangezien de AMRAAM-raket het eerste deel van zijn weg naar het doel wordt geleid door informatie van het lancerende toestel. Pas in de tweede fase neemt de radar van de raket de besturing over.
- Weerradars
Deze radars worden gebruikt om wolkenformaties, luchtlagen, temperatuursverschillen en dergelijke mee in kaart te brengen. Bij deze toepassing worden vaak doppler-radars gebruikt.
- Navigatieradars
Dit zijn kleine radarsystemen aan boord van schepen of vliegtuigen, die gebruikt worden om obstakels te detecteren wanneer het zicht slecht is.
- Terreinradars
Worden gebruikt om (delen van) een terrein in kaart te brengen. Ze worden vaak gebruikt vanuit vliegtuigen of satellieten, de gebruikte radar is meestal een synthetic aperture radar.
- Snelheidsmetingsradars
Vaak gebruikt door de politie, maar ook in bijvoorbeeld de autosport.
- Mortieropsporingsradars
De landmacht heeft zogenoemde mortieropsporingsradars. Deze zeer kortegolfradars kunnen afgevuurde mortiergranaten volgen. Een in het radarsysteem geïntegreerde computer berekent uit de waargenomen baan van het projectiel vanaf welke positie die granaat werd afgevuurd.
- Radarniveausensoren
Pulsradarsensoren voor het bepalen van een afstand en inhoud van producten in tanks, opslagsilo's, waterlopen enz.
- Ballonradars of aerostats

## Bedrijven

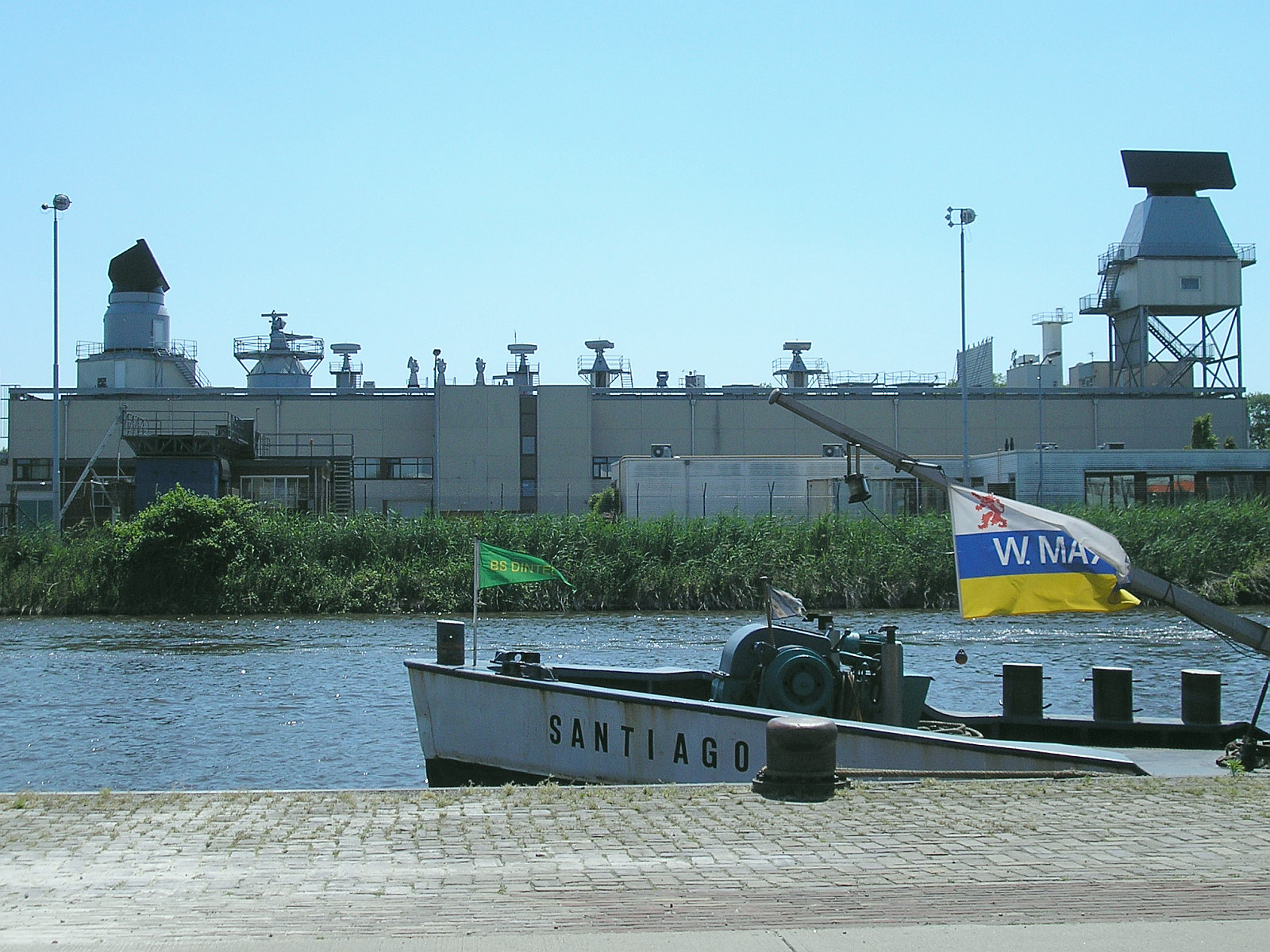
Diverse radarantennes op het dak van Thales Groep te Hengelo.

In Nederland zijn er drie bedrijven die radarsystemen leveren. Dat zijn de Hengelose vestiging van het internationale bedrijf Thales, het Apeldoornse Tidalis en het Katwijkse Christiaan Huygens Laboratorium Netherlands B.V. (CHL). Beide eerstgenoemde bedrijven zijn voortgekomen uit een ex-dochterbedrijf van Philips, namelijk Hollandse Signaal Apparaten (HSA). Thales Hengelo is de voortzetting van de militaire tak van HSA, terwijl Tidalis (voorheen HITT) is voortgekomen uit de civiele tak. Nog steeds is Thales Hengelo voornamelijk actief op militair gebied, terwijl Tidalis voornamelijk civiele projecten doet. CHL richt zich op de civiele markt en werkt op aanvraag.
In België produceren Intersoft Electronics in Olen en Advionics in Oostkamp radarsystemen.